# Tor (namn)
Mansnamnet Tor eller Thor kommer av namnet på den fornnordiska guden Tor. I forntiden fick inga pojkar enbart den mäktiga gudens namn utan det förekom endast i sammansättningar som Torbjörn och Torleif. Först på 1700-talet började namnet användas enskilt som dopnamn. Så sent som vid 1900-talets början ansågs namnet som hedniskt och fick inte förekomma i almanackan som ju hade kyrkans helgonlängd som ursprung.
Namnet har långsamt ökat i popularitet under de senaste decennierna och närmar sig de hundra vanligaste. 31 december 2014 fanns det totalt 7 267 personer i Sverige med namnet Tor eller Thor, varav 3 622 hade det som tilltalsnamn. År 2014 fick 140 pojkar namnet som tilltalsnamn, varav 55 med stavningen Tor och 85 med stavningen Thor. År 2013 var namnet (med båda stavningarna inräknade) det 99:e populäraste namnet för nyfödda pojkar i Sverige.
Namnsdag i Sverige: 19 oktober, (1986–2000: 5 mars). I den finlandssvenska namnsdagslängden har Tor namnsdag 8 juli sedan starten 1929, då en egen namnsdagskalender togs i bruk för finlandssvenskar.

## Personer med förnamnet Tor
- Tor Andræ, biskop, statsråd, ledamot av Svenska Akademien
- Tor Aulin, violinist, dirigent och tonsättare
- Tor Bergeron, meteorolog, professor
- Tor Bergner, (Broder Tor), trubadur
- Tor Bergström, författare och kompositör
- Thor Bjørklund, norsk möbelsnickare och osthyvelns uppfinnare
- Tor Bonnier, förläggare
- Tor Åge Bringsværd, norsk författare
- Tor Ragnar Gerholm, kärnfysiker, debattör
- Tor Hedberg, författare, dramatiker, ledamot av Svenska Akademien, teaterchef, museichef
- Tor Arne Hetland, norsk längdskidåkare
- Thor Heyerdahl, norsk upptäcktsresande
- Tor Håkon Holte, norsk längdskidåkare
- Thor Hushovd, norsk tävlingscyklist
- Tor Isedal, skådespelare
- Tor Johnson, svensk-amerikansk skådespelare
- Tor Mann, dirigent
- Thor Modéen, skådespelare
- Tor Nessling, finländsk industriman
- Tor Nilsson, brottare, OS-silver 1948
- Tor Paulsson, politiker
- Tor Wallén, skådespelare
- Tor Weijden, skådespelare